# Constitution de Pylyp Orlyk

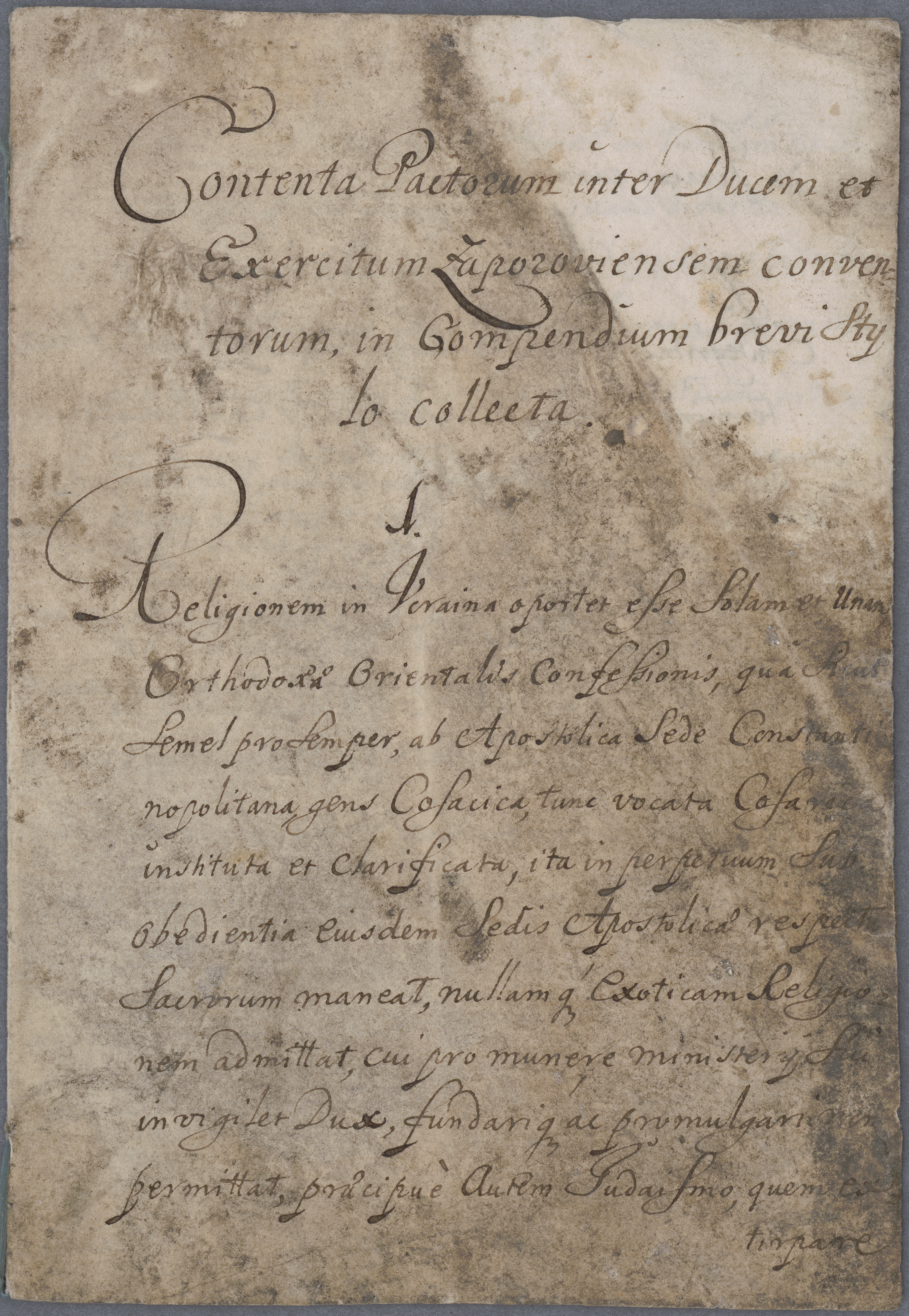
La première page de la Constitution de Bendery (version en latin, Archives nationales de Suède).

La constitution de Pylyp Orlyk (en ukrainien : Конституція Пилипа Орлика, Konstytoutsia Pylypa Orlyka) ou de Bendery est un document constitutionnel de 1710 rédigé par l'hetman des Cosaques d'Ukraine, Pylyp Orlyk.
Elle établit le principe de la séparation des pouvoirs dans le gouvernement entre les branches législative, exécutive et judiciaire bien avant la publication de l'Esprit des lois de Montesquieu. Le document limite le pouvoir exécutif de l'hetman et établit un parlement cosaque appelé la Rada générale.